# 王顺庄园
王顺庄园，位于中国河北省邯郸市伯延镇南文章村，为邯郸市武安市的一个省级文物保护单位，类型为近现代文物，公布时间为2001年2月7日。
王顺庄园的历史年代为1932—1935年。